# Figulus boninensis
Figulus boninensis es una especie de coleóptero de la familia Lucanidae.

## Distribución geográfica
Habita en Japón.